# Jean de Vernois
Jean de Vernois, originaire de Bourgogne, mort à Saint-Omer le 5 janvier 1599, est un dominicain français qui fut évêque de Saint-Omer de 1591 à 1599.

## Biographie
Jean de Vernois est un dominicain originaire de Bourgogne. Docteur de la Sorbonne, il est le confesseur du duc de Parme Alexandre Farnèse gouverneur des Pays-Bas espagnols qui le nomme au siège vacant de Saint-Omer en 1590. Il reçoit ses bulles pontificales de confirmation le 18 juin 1591 et prend possession de son siège épiscopal le 6 février 1592. Il fait réparer le palais épiscopal et décorer la chapelle des évêques, placée au chevet de l'église cathédrale, au-delà du chœur. Il meurt le 5 janvier 1599 et il est le premier évêque à être inhumé dans la cathédrale de Saint-Omer mais son cœur est déposé dans le couvent de son ordre de la ville.